# Cancer de l'anus
 Mise en garde médicale
Le cancer de l'anus est un cancer né dans le canal anal. Il ne doit pas être confondu avec le cancer du rectum. Plus de 90 % des cas de cancer de l'anus seraient liés au papillomavirus.
L'anus est constitué de trois types d'épithéliums, chacun pouvant être atteint d'un type de cancer particulier. Le type le plus fréquent est le « carcinome épidermoïde ». Ce cancer peut apparaître sous forme d'un bourgeonnement externe plus ou moins ulcéré. Certains cas ressemblent à une fissure ou encore sont confondus quelquefois avec des hémorroïdes.

## Épidémiologie
Il représente 3 % des tumeurs malignes du côlon et du rectum. Il apparaît en général après 60 ans. Chez les hommes, la fréquence semble plus élevée pour les homosexuels passifs.
L'incidence tend à augmenter, plus particulièrement chez la femme avec une prédominance actuelle, tout au moins en Grande-Bretagne.
Le tabagisme est un facteur de risque, ainsi qu'une infection par le virus de l'immunodéficience humaine (VIH).

## Physiopathologie
Le cancer de l'anus est causé par le papillomavirus humain (type HPV 16). Il se transmet le plus fréquemment par contact direct de peau à peau ou de muqueuse à muqueuse lors d'une relation sexuelle. Les contacts peau à muqueuse responsables de la contamination sont plus fréquents. Les rapports anaux-génitaux sont associés à un risque accru.
Ce virus à ADN est très fréquent dans la population. La souche HPV 6 a été identifiée comme une des causes de la dégénérescence des cellules de l'épithélium anal conduisant à l'apparition de tumeur.
Les femmes sont plus touchées que les hommes.  Une étude épidémiologique montre que chez les hommes, ceux touchés par le virus de l'immunodéficience humaine, ou ayant des antécédents de condylomes ont un risque accru de contracter ce cancer. Une nouvelle population est identifiée depuis l'étude de Frisch et al., les hommes homo- ou bisexuels. L'homosexualité reste néanmoins un facteur extrêmement minime. Le tabac pourrait aussi favoriser l'apparition de ce cancer.

## Diagnostic

### Diagnostic clinique
Dans un tiers des cas, on remarque de petits saignements (sang sur le papier ou des sécrétions séro-sanglantes tachant les sous-vêtements). Les malades souffrent également de douleurs à la défécation, de diarrhées, d'hémorragies rectales, de
troubles du transit. Enfin une tumeur externe peut être directement palpable par le patient lui-même.
Le médecin pratique un toucher rectal ainsi qu'une anuscopie, à l'aide d'un spéculum de petite taille, permettent d'observer l'intérieur du canal anal. À la palpation, la tumeur apparaît moins élastique que la peau (caractère induré à la palpation).
La recherche d'adénopathies inguinales doit être systématique, ces derniers pouvant être un marqueur de diffusion.

### Explorations complémentaires
Seule une biopsie peut confirmer le diagnostic de cancer. Elle est pratiquée par un médecin sous anesthésie locale. La taille de la lésion et l'importance de l'envahissement en circonférence sont des points important pour le diagnostic. Suivant ces résultats, un examen des ganglions adjacents et du rectum sera pratiqué. le cancer est de type carcinome épidermoïde dans les quatre-cinquièmes des cas. Les adénocarcinomes représentent entre 5 et 20 % des cas.
Des métastases pouvant se former dans les zones toutes proches et ainsi développer un autre cancer (rectum, utérus chez la femme…). Elles sont cependant rares (moins de 10 %) et altèrent le pronostic.
Un échographie endo-anale permettra d'évaluer l'importance de l'atteinte des sphincters de l'anus.
Le diagnostic permet également la classification TNM clinique de l’UICC de la tumeur :
| TNM | Descriptions |
| --- | --- |
| T1  | tumeur < 2 cm dans sa plus grande dimension |
| T2  | tumeur > 2 cm mais < 5 cm dans sa plus grande dimension (de 21 mm à 50 mm) |
| T3  | tumeur > 5 cm dans sa plus grande dimension |
| T4  | tumeur, quelle que soit sa taille, qui envahit un ou plusieurs organes adjacents (vagin, urètre, vessie) à l’exception du rectum, de la peau périnéale, du tissu cellulaire sous-cutané et du sphincter. |

La recherche du papillomavirus humain n'est pas utile dans la prise en charge. Par contre, une recherche systématique du VIH devra être faite devant la fréquence de sa coexistence.

## Facteurs pronostiques
La guérison peut être totale si dépisté à temps. La probabilité de survie voire de guérison complète sont excellents si le cancer est sans extension.

## Traitement
Le traitement classique des années 1950 était l'ablation chirurgicale des parties cancéreuses. Toutefois, la chirurgie implique l'ablation concomitante du sphincter anal, ce qui entraîne une incontinence fécale. Une colostomie permanente est donc presque toujours requise.
Le traitement moderne du cancer de l'anus a un objectif double : la guérison et la préservation d'un sphincter fonctionnel. Les stratégies thérapeutiques sont aujourd'hui bien standardisée. 
La radiothérapie exclusive est le traitement des lésions de moins de deux centimètres sans atteinte ganglionnaire. C'est une radiothérapie conformationnelle, c'est-à-dire que la zone à irradier doit être définie précisément avant le début du traitement par la réalisation d'une tomodensitométrie afin de concentrer les rayons sur la tumeur et épargner les organes sains (vessie, rectum). Elle peut se compliquer d'incontinence fécale et nécessiter une colostomie.
Pour les tumeurs plus évoluées, le traitement associe la radiothérapie à la chimiothérapie. Cette chimiothérapie est une association de 5-fluorouracile et soit de cisplatine soit de mitomycine.
Pour les tumeurs les plus évoluées, le pronostic devient plus sévère. Lorsque la tumeur envahit les organes autour de l'anus (le vagin, l'urètre ou la vessie) la préservation du sphincter n'est plus possible. Le traitement comprend une première phase de radio chimiothérapie mais suivie par une chirurgie radicale qui emporte l'anus la vessie, et le rectum (amputation abdomino-périnéale).
Enfin, pour les rares tumeurs métastatiques, le traitement est palliatif. Il peut comporter une chimiothérapie (association de 5FU et de platine) et des soins de support.
Dans les formes strictement localisées (intra épithéliale), l'imiquimod, en applications locales, peut entraîner une régression de la tumeur mais ce médicament n'a été testé que chez le patient porteur du VIH.
Le vaccin contre le VPH devrait logiquement fortement diminuer le risque de survenue de ce type de cancer. La preuve de cette efficacité n'est cependant pas encore établie.

### Complication
Environ 10 % des patients développent des métastases difficiles à traiter et nécessitant l'utilisation de chimiothérapie lourde, accompagnée ou non de radiothérapie pour détruire des foyers locaux cancéreux. La chimiothérapie utilisée est classique des néoplasmes épithéliaux : utilisation de complexes du platine, d'anthracyclines, comme la doxorubicine combiné à des antimétabolites, comme le fluorouracil ou la capecitabine.